# John Tolkin
John Tolkin (Chatham Borough, 2002. július 31. –) amerikai válogatott labdarúgó, a német Holstein Kiel hátvéde.

## Pályafutása

### Klubcsapatokban
Tolkin a New Jersey állambeli Chatham Borough községben született. Az ifjúsági pályafutását a New York Red Bulls akadémiájánál kezdte.
2020-ban mutatkozott be a New York Red Bulls első osztályban szereplő felnőtt keretében. Először a 2021. május 8-ai, Toronto ellen 2–0-ra megnyert mérkőzés 88. percében, Andrew Gutman cseréjeként lépett pályára. Első gólját 2021. augusztus 19-én, a Columbus Crew ellen hazai pályán 1–0-ás győzelemmel zárult találkozón szerezte meg.
2025. január 16-án 3 millió dollárért szerződtette a német Holstein Kiel csapata.

### A válogatottban
Tolkin az U17-es korosztályú válogatottban is képviselte Amerikát.
2023-ban debütált a felnőtt válogatottban. Először a 2023. január 29-ei, Kolumbia ellen 0–0-ás döntetlennel zárult mérkőzésen lépett pályára. Tagja volt a 2024. évi nyári olimpiai játékokon résztvevő válogatottnak.

## Statisztikák
2024. december 7. szerint
| Klub               | Szezon   | Osztály  | Bajnokság | Bajnokság | Kupa  | Kupa | Nemzetközi | Nemzetközi | Egyéb | Egyéb | Összesen | Összesen |
| Klub               | Szezon   | Osztály  | Meccs     | Gól       | Meccs | Gól  | Meccs      | Gól        | Meccs | Gól   | Meccs    | Gól      |
| ------------------ | -------- | -------- | --------- | --------- | ----- | ---- | ---------- | ---------- | ----- | ----- | -------- | -------- |
| New York Red Bulls | 2021     | MLS      | 28        | 1         | —     | —    | —          | —          | 1     | 0     | 29       | 1        |
| New York Red Bulls | 2022     | MLS      | 31        | 1         | 5     | 1    | —          | —          | 1     | 0     | 37       | 2        |
| New York Red Bulls | 2023     | MLS      | 27        | 3         | 2     | 0    | 4          | 0          | 3     | 1     | 36       | 4        |
| New York Red Bulls | 2024     | MLS      | 28        | 2         | —     | —    | —          | —          | 5     | 0     | 33       | 2        |
| Összesen           | Összesen | Összesen | 114       | 7         | 7     | 1    | 4          | 0          | 10    | 1     | 135      | 9        |

### A válogatottban
| Válogatott       | Év       | Pályára lépés | Gól |
| ---------------- | -------- | ------------- | --- |
| Egyesült Államok | 2023     | 3             | 0   |
| Egyesült Államok | 2024     | 1             | 0   |
| Összesen         | Összesen | 4             | 0   |

## Sikerei, díjai
New York Red Bulls
- MLS
  - Döntős (1): 2024

Amerikai válogatott
- CONCACAF Nemzetek ligája
  - Győztes (2): 2022–23, 2023–24

Egyéni
- MLS All-Stars: 2023